# محاصره پینچگات
محاصره پینچگات (انگلیسی: The Siege of Pinchgut؛ انتشار در ایالات متحده با نام چهار مرد از جان گذشته) فیلم دلهره‌آور سینمای بریتانیا محصول سال ۱۹۵۹ است که در لوکیشن سینمایی سیدنی، استرالیا فیلمبرداری شده و هری وات آن را کارگردانی کرده‌است. محاصره پینچگات آخرین فیلم تولید شده توسط استودیوهای ایلینگ بود و در نهمین جشنواره بین‌المللی فیلم برلین نامزد جایزه خرس طلایی شد.